# باري كوهن (محامي)
باري كوهن (بالإنجليزية: Barry Cohen)‏ هو محامي أمريكي، ولد في 3 أغسطس 1939، وتوفي في 22 سبتمبر 2018 في South Tampa ‏ في الولايات المتحدة بسبب ابيضاض الدم.